# Izvorul din satul Stroiești
Izvorul din satul Stroiești este un monument al naturii de tip hidrologic în raionul Rîbnița, Stînga Nistrului, Republica Moldova. Este amplasat în satul Stroiești. Ocupă o suprafață de 1 ha. Obiectul este administrat de Întreprinderea Agricolă „Iscra”.